# محمد الزواري
محمد الزواري (1967 - 15 ديسمبر 2016)، هو مهندس تونسي، ولد بمدينة صفاقس. كان عضوًا في كتائب الشهيد عز الدين القسام، الجناح العسكري لحركة المقاومة الإسلامية (حماس) الفلسطينية، وأشرف على مشروع تطوير صناعة الطائرات بدون طيار في وحدة التصنيع في كتائب القسام، والتي أطلق عليها اسم أبابيل1، وظهرت هذه الطائرة أول مرة في 2014م في معركة العصف المأكول، ومشروع الغواصة المسيّرة عن بعد الذي كان يعمل عليه في إطار الدكتوراه. اغتاله جهاز الموساد الإسرائيلي في صفاقس في ديسمبر 2016.

## السيرة الذاتية
كان الزواري من المنتمين لحركة النهضة ذات التوجه الإسلامي في تونس، ودخل السجن في عهد نظام زين العابدين بن علي، وبعد إطلاق سراحه غادر في 1991 تونس باتجاه ليبيا ثم السودان حيث حصل على الجنسية السودانية هناك. ثم غادر إلى سوريا لينضم إلى حركة حماس فيها. تزوج من سيدة سورية وعاد إلى تونس بعد الثورة التونسية والإطاحة بنظام زين العابدين بن علي عام 2011.
عمل على مشروع تطوير طائرات بدون طيار وتصنيعها لصالح كتائب الشهيد عز الدين القسام الجناح العسكري لحركة حماس في فلسطين، وكان رائدًا لمشروع إنتاج طائرات بدون طيار التي استخدمتها حماس في حربها ضد إسرائيل في قطاع غزة عام 2014. وكذلك في حربها ضد إسرائيل عام 2023.
بعد عودته إلى تونس أسس مع آخرين جمعية للطيران في صفاقس لتدريب المبدعين من الشباب على صناعة طائرات بدون طيار من باب الهواية. اغتيل في 15 ديسمبر 2016 أمام بيته في صفاقس.

## الاغتيال
اغتيل محمد الزواري في 15 ديسمبر 2016، في الوقت الذي كان يستعد فيه لتشغيل سيارته، حيث قامت شاحنة صغيرة باعتراض طريقه، بينما بدأ شخصان آخران بإطلاق النار عليه ب20 رصاصة، استقرت ثمانية منها فيه، كان من بينها ثلاثة رصاصات قاتلة على مستوى الصدر والرأس. استعمل القاتلان مسدسات عيار 9 مليمتر مزودة بكاتمات صوت.
في 17 ديسمبر، أكدت حركة حماس في بيان صدر على موقعها الإلكتروني انتماء الزواري لكتائب الشهيد عز الدين القسام وإشرافه على مشروع تطوير طائرات بدون طيار التي أطلق عليها اسم أبابيل1. من جهة أخرى، اتهمت حماس إسرائيل باغتيال الزواري عبر جهاز الموساد ووعدت بالانتقام له.

### التحقيق
في 19 ديسمبر 2016، نظم وزير الداخلية الهادي المجدوب ندوة صحفية كشف فيها عن عدد التفاصيل التي توصلت لها التحقيقات.

حسب التحقيقات فإن التخطيط لعملية الاغتيال بدأ قبل ستة أشهر في شهر يونيو 2016 عبر شركتين وهميتين أقامهما أجنبيان في تونس باستعمال مخططين متوازنين منفصلين فشل أحدهما ونجح الثاني. 

البداية كانت مع فتاة تونسية وجدت عرض عمل على الإنترنت وذلك في شركة إعلامية، حيث أرسلت سيرتها الذاتية وتم الاتصال بها وطلب منها الذهاب لمدينة فيينا (النمسا) لإجراء اختبار العمل الذي يهتم بإنتاج أفلام وثائقية تهم دول عربية من بينها تونس لصالح قناة تي في 1 الماليزية. قام الشخص الأجنبي الذي اتصلت به عبر الموقع الإلكتروني بتقديم شخصا ثانيا لها على أنه أجنبي من أصول عربية، وأعلمها أنه الشخص الذي ستتعامل معه في إطار هذه الشركة. في 6 سبتمبر 2016 تحولت إلى فيينا في النمسا بطلب من الشخص الأجنبي وأعلمها أن الشركة تعتزم إنجاز شريط وثائقي حول الطب والطيران وأعلمها بضرورة مقابلة محمد الزواري المعروف بتميزه في صناعة الطائرات الصغيرة التي يتم التحكم فيها دون طيار، وعرض عليها مبلغ 100 يورو في اليوم لقاء إجراء هذا العمل الصحفي. قامت الفتاة بلقاء مع الزواري واستحسن الشخص الأجنبي من أصول عربية عملها وأعطاها مكافأة مالية قيمتها 000 2 يورو. هذا الأخير طلب منها تأجير عدة سيارات.

من جهة أخرى وبالتوازي مع هذا المخطط الأول، قال وزير الداخلية إنه عُثِر على شرائح هواتف جوالة مسجلة بأسماء تونسيين إثنين مقيمين بسلوفينيا، مرا عبر تطبيقة إلكترونية من خلال موقع إلكتروني محكم التأمين وعُرِض عليهما العمل في إطار شركة، وطلب منهما في إطار الشروع في العمل، إيجاد مقر للعمل في تونس وتحديدا في صفاقس وتوليا تأجير محل بمنطقة سيدي منصور إضافة إلى شراء سيارتين بمواصفات معينة وتم شراء شريحتي هواتف جوالة وشحنهما بقيمة 600 دينار تونسي.

أكد وزير الداخلية على حرص مدبري عملية الاغتيال على عدم تقاطع الفريقين الذين تم انتدابهما. 

في 21 ديسمبر، أصدر قاضي التحقيق بطاقات إيداع بالسجن ضد ثلاثة أشخاص من المشتبه بهم في قضية اغتيال المهندس محمد الزواري، من بينهم امرأة، بينما أبقى سبعة أشخاص آخرين من المشتبه بهم في نفس القضية في مُطلقي السراح. 

في 22 ديسمبر، أعلنت الحكومة في بيان لها أن رئيس الحكومة يوسف الشاهد قرر عزل والي صفاقس ومدير إقليم (مديرية) الأمن الوطني بولاية صفاقس ورئيس منطقة (مديرية) الأمن الوطني بصفاقس الجنوبية، وذلك على خلفية عملية الاغتيال.
بعد مرور عامين على اغتياله، وفي 11 نوفمبر 2018، قال مدير الوحدة الوطنية للبحث في الجرائم الإرهابية إنّ الوحدة تعهدت بإنابة قضائية من قاضي التحقيق بقضية اغتيال الشهيد محمد الزواري، مؤكّدا أنّ الجناة عنصران يحملان الجنسية البوسنية دخلا التراب التونسي عبر ميناء حلق الوادي يوم 8 ديسمبر 2016، وهما ”الفير ساراك” و”ألان كانزيتش”.
وأضاف أنّهما تحولا لمدينة المنستير وأقاما في نزل في الجهة يوم 9 ديسمبر وتعرفا على تونسي يدعى “عبد القادر” قصد التنقل لزيارة مصانع بهدف الاستثمار، وبالبحث تبين أنهما حاولا التغطية لتواجدهما في تونس عبر الإدعاء بالاستثمار. وتابع أنّه يوم 10 ديسمبر تحولا في جولة سياحية في الجنوب، ويوم 11 تواجدا في تطاوين، صحبة دليل سياحي، ثم عادا للمنستير يوم 12 ديسمبر واستعملا تطبيق ”GPS” لتحديد المواقع في تنقلاتهما.
وذكر أنه في يوم 13 ديسمبر تولى شخص يدعى سليم بوزيد تكليف امرأة اسمها مهى بن محمود بتوفير سيارتين والإبقاء عليهما جانب مقهى في صفاقس، ويوم 14 ديسمبر تم رصد سيارة ”متشي بيتشي” على مستوى القصاب في صفاقس، نزل منها أحد البوسنيين وتوجه للمأوى المحاذي، وتلقيا مكالمات هاتفية متواترة من رقم أجنبي، وقبل يوم من الاغتيال، تعقبا سيارة الشهيدّ، بمعنى أنّ يوم 14 ديسمبر كان بمثابة العملية البيضاء لمعرفة المسالك والتعقّب.
وأكّد مدير الوحدة الوطنية للبحث في الجرائم الإرهابية أنّهما استعملا السيارتين اللتين وفرتهما المرأة التونسية في تحركاتهما. وقبل يوم من عملية الاغتيال غادرا للقيروان، وفي يوم 15 ديسمبر تحولا لعقارب بحجة شراء زيت الزيتون.
وأكّد أنّ سيارتين توجهتا بعد ذلك إلى منزل الشهيد وتم ركن سيارة من نوع ”بيكانتو” قرب منزله و”رونو ترافيك” تم امتطاؤها من قبل الشخصين، وفي حدود الواحدة ظهرًا غادر الشهيد مقر إقامته إلى مركز تحاليل طبية، ولم يكن هناك تعقب ميداني أثناء تحرك الشهيد، لأنّهما لمحا مروره وواصلا بقاءهما في المقهى، ليغادراها قبل مرور سيارة الشهيد وهي عائدة قبل دقيقتين.
تعقّب الشهيد..
وأشار إلى وجود ”فرضية أنه تم تعقب الشهيد من طرف أشخاص آخرين، لكن مدير الوحدة الوطنية للبحث في الجرائم الإرهابية رجح أنه تم اختراق هاتف الشهيد لأنّ ”الآن كانزيتش” كان يتحرك دائما قبل الشهيد، مؤكّدا أنّ الشهيد الزواري جلب معه من تركيا هاتفًا يمكن اختراقه والتحكم فيه بسهولة.
وبعد تنفيذ عملية الاغتيال تنقلا عبر ”رونو ترافيك” التي تم حجز وسيلة الجريمة داخلها ثم ركناها ليصعدا سيارة كيا وتوجها إلى سيارة ”الميتشي بيتشي” التي حاول الجانيان عدم ظهورها في مسرح الجريمة.
وأضاف وفق موزاييك أنّه تم حجز هواتف جوالة في السيارة الـ”كيا”، مؤكّدا أنّ منفذا الجريمة على درجة عالية من الحرفية لأنّهما تركا أدلة لتوجيه الوحدات الأمنية في عمليات البحث نحو فرضية أخرى غير صحيحة، حيث تم توجيه الأمن في اتجاه الوسط والجنوب في حين أنهما كانا في تونس العاصمة لإضاعة الوقت وتأمين انسحابهما.
وأوضح أنّ انطلاق البحث كان بناء على إفادة أحد الشهود الذي أكد أنه اشتبه في سيارة بها مبرّد ولوحتها المنجمية مخفية، مشيرا إلى أنّ حجز الغرفة في نزل في القيروان كان إلى غاية يوم 16 ديسمبر، لكنها غادرا يوم 15 ديسمبر عبر ميناء حلق الوادي في حدود الساعة الحادية عشرة ليلا.

## ردود الفعل

### تونسيًا
في الساعات الأولى بعد الاغتيال، تعاملت مجمل وسائل الإعلام التونسية بشكل الرتيب والبارد يوزايه مستوى ثانٍ من التعاطي يخص الجهات الرسمية حيث تم التعاطي مع القضية بشكل روتيني، في حين كان مستوى التعاطي الشعبي مع الجريمة لافتًا حيث ضجت صفحات وسائل التواصل الاجتماعي بعبارات الاحتفاء والافتخار بالشهيد، ولكن منذ تبني القسام للمهندس الزواري كأحد أعضائها، أصبح اهتمام الإعلام بالحادثة واسع النطاق.
- في خطاب له بمناسبة رأس السنة الميلادية، قال رئيس الجمهورية التونسية الباجي قائد السبسي في خطابه بمناسبة رأس السنة أن المؤشرات تفيد بأن أيادي خارجية وراء عملية اغتيال المهندس محمد الزواري، وإن هناك شبهة بشأن تورط إسرائيل في هذه العملية.[7]
- أكد رئيس الحكومة التونسية يوسف الشاهد أن تونس «ملتزمة بتتبع الجناة الضالعين في عملية الاغتيال داخل الأراضي التونسية وخارجها بكل الوسائل القانونية وطبقا للمواثيق الدولية».[8]
- نظم مجلس نواب الشعب جلسة عامة طارئة يوم 23 ديسمبر للاستماع لوزير الداخلية الهادي المجدوب ووزير الخارجية خميس الجهيناوي بشأن اغتيال محمد الزواري، ندد فيها النواب بالعملية وطالبوا بتكريم الزواري.[9] كما أدانت أغلب الكتل العملية ودعت إلى التسريع في عرض مشروع قانون تجريم التطبيع على الجلسة العامة.[10]
- أصدرت عدة أحزاب تونسية بيانات تنديد بعملية الاغتيال وهي حركة النهضة وحراك تونس الإرادة وحركة وفاء وحركة مشروع تونس ونداء تونس والجبهة الشعبية والاتحاد الوطني الحر وآفاق تونس وحزب التيار الديمقراطي والحزب الجمهوري وحركة الشعب.
- نفى رئيس حركة النهضة راشد الغنوشي أن يكون الزواري منخرط في حزبه «لأنه جزء من إستراتيجية أخرى ولو استشاره لمنعه من التوجه إلى العمل المسلح».[11]
- أصدر الاتحاد العام التونسي للشغل بيانا يندد فيه بعملية الاغتيال وبعربدة إسرائيل وطالب بمقاضاتها دوليا.[12]
- أصدرت عمادة المهندسين التونسيين بيانا نددت فيه باغتيال الزواري ووصفت العمل بالإرهابي والجبان،[13] ونظمت يوم غضب في 22 ديسمبر في مقراتها في كامل تراب الجمهورية.[14]
- أصدرت الهيئة الوطنية للمحامين بتونس بيانا تندد فيه بعملية الاغتيال، وأعلنت تكوين لجنة دفاع وطنية يرأسها عميد الهيئة عامر المحرزي، وأعلنت كذلك مشاركتها في تحرك عمادة المهندسين بحمل الشارة السوداء لكل المحامين التابعين لها في 22 ديسمبر.[15]
- تم تنظيم عدة مظاهرات ومسيرات في الأيام التي تلت عملية الاغتيال في عدة مدن تونسية،[16] كانت أكبرها في صفاقس في 25 ديسمبر أين شارك فيها عشرات الآلاف إلى جانب العديد من السياسيين والنقابيين وممثلي المنظمات والجمعيات، وذلك تنديدا باغتيال الزواري وشكرا لجهوده في دعم القضية الفلسطينية.[17]

### فلسطينيًا وإسرائيليًا
- كتائب الشهيد عز الدين القسام: أصدرت كتائب القسام بيانا أكدت فيه انتماء الزواري لها، ووصفت الخبر «بالزفة» والزواري «بالبطل»، وأكدت على أن عملية الاغتيال هي اعتداء على المقاومة الفلسطينية وكتائب القسام، وقالت أنه «على العدو أن يعلم بأن دماء القائد الزواري لن تذهب هدراً ولن تضيع سدى».[18] وأقامت كتائب القسام في 18 ديسمبر بيت عزاء لمحمد الزواري أين حضر العديد من الأشخاص والجنود. نعته كذلك الجبهة الشعبية لتحرير فلسطين.[19]
- تحالف القوى الفلسطينية بلبنان: أدان التحالف في بيان له عملية الاغتيال، وحمل مسؤوليتها الكاملة لإسرائيل الذي انتهك سيادة تونس، وأكد أن هذا العدوان لن يرهب الشعب والأمة.[20]
- أكد وزير الدفاع الإسرائيلي افيغادور ليبرمان عند سؤاله عن عملية الاغتيال أن إسرائيل ستواصل الدفاع عن مصالحها وأن محمد الزواري هو بالتأكيد ليس شخص مسالم مرشح لجائزة نوبل للسلام.[21]
- نظمت حركة حماس وكتائب القسام في 26 ديسمبر 2016 في غزة حفل تأبين للمهندس محمد الزواري شارك فيه قادة حركة حماس من بينهم رئيس المجلس التشريعي الفلسطيني بالإنابة أحمد بحر، وأعضاء المكتب السياسي لحركة حماس محمود الزهار وخليل الحية وفتحي حماد، بالإضافة إلى ممثلي قادة القوى الوطنية والإسلامية، من بينهم عضو اللجنة المركزية للجبهة الشعبية لتحرير فلسطين جميل مزهر والقيادي في حركة الجهاد الإسلامي في فلسطين خالد البطش. تم في نفس الحفل منح وسام القدس لمحمد الزواري وسلم لفرقة الطيران في كتائب القسام.[22][23]

### إقليميًا
- ترحم يوسف القرضاوي رئيس الاتحاد العالمي لعلماء المسلمين على الشهيد محمد الزواري ووصفه بالبطل الذي يعمل في صمت دون رياء أو فخر، وذكر بواجب تحرير فلسطين من قبل كل المسلمين.[24][25]
- في السادس عشرة من كانون أول من عام 2016، أصدر المرصد الأورومتوسطي لحقوق الإنسان تقريراً شاملاً على إدانة حاثة مقتل المهندس التونسي «محمد الزواري»، وتبين فيه أنه تم استهدافه بإطلاق نار من قبل مجموعة مسلحة مجهولي الأفراد حتى هذه اللحظة في منطقة العين في ولاية صفاقس جنوب تونس. وأوضح أن العملية جاءت بعد أربعة أيام من عودته من تركيا؛ حيث كان يعمل كمهندس وعمل مؤخرا كمدير تنفيذي في شركة هندسة ميكانيكية. وذكر المرصد أن التصفية الجسدية مخالفة للقانون والأخلاق.[26]

## تخليد الذكرى
في 29 ديسمبر 2016، أطلقت بلدية مدينة العين في صفاقس اسم نهج الشهيد محمد الزواري في الشارع الذي كان يقطن فيه مع عائلته والذي كان اسمه سابقا نهج طه حسين، فيما أطلقت كذلك اسم ساحة الشهيد المهندس محمد الزواري على ساحة القصاص  الواقعة بطريق منزل شاكر بعد مصادقة المجلس البلدي الاستثنائي لبلدية صفاقس الكبرى على القرار. تم من جهة أخرى تركيب لوحة رخامية على قبره. 

قررت بلدية مدينة قرمدة بعد أيام من الاغتيال، تسمية القاعة الرياضية المغطاة بقرمدة باسم قاعة الشهيد محمد الزواري للرياضة بقرمدة وذلك تكريما لروحه.
وفي عام 2018م قامت كتائب عز الدين القسام بإطلاق وحدة باسم وحدة أبناء الزواري، تركز عملها على إطلاق الطائرات الورقية الحارقة والبالونات الحارقة إلى فلسطين المحتلة خلال احتجاجات غزة الحدودية 2018–19؛ كما استخدمت هذه التقنية في الاشتباكات الإسرائيلية الفلسطينية 2021.
في أيار/ مايو 2021، كشفت كتائب عز الدين القسام، عن إطلاق طائرات "الزواري" المُسيّرة، نسبة للمهندس التونسي، وكانت ضمن مُسيّرات الرصد والاستطلاع.
خلال عملية "طوفان الأقصى"، أعلنت كتائب عز الدين القسام، عن إدخال مُسيّرات الزواري الهجومية الانتحارية، ضمن الخدمة، واستخدمت الطائرة المُسيّرة خلال الأيام الأولى من العملية.

## وصلات خارجية
- محمد الزواري.. تونسي أمطر إسرائيل بـ«أبابيل» القسام
- ما لا تَعرِفهُ عَن مُهندِسِ القَسّام القَائِد محمد الزواري (صور) - موقع القسام